# イグナシオ・ペレス・サンタマリア
ナチョ (Nacho) こと、イグナシオ・ペレス・サンタマリア（Ignacio Pérez Santamaría, 1980年6月24日 - ）は、スペイン・マラガ出身の元サッカー選手。ポジションはディフェンダー（左サイドバック）、ミッドフィールダー（左サイドハーフ）。

## 経歴
マラガCFの下部組織出身であり、2003年3月23日のセルタ・デ・ビーゴ戦 (1-1) でトップチームデビューした。2004-05シーズンはレバンテUDにレンタル移籍したが、マラガには2006年まで在籍した。マラガは2005-06シーズン終了後にセグンダ・ディビシオン（2部）降格となり、2006年7月、ヘタフェCFに完全移籍した。2007-08シーズン前半戦はほとんど出場機会がなく、2008年1月にセグンダ・ディビシオンのレアル・ソシエダにレンタル移籍。2007-08シーズン後半戦には16試合に出場（13試合は先発出場）したが、ソシエダはプリメーラ・ディビシオン（1部）昇格を逃した。2008-09シーズンは古巣マラガにレンタル移籍し、途中出場がメインだったが、2009年2月22日のレアル・バリャドリード戦 (3-1) でシーズン初得点を挙げた。マラガは昇格初年度ながら8位に躍進した。
2009年8月、セグンダ・ディビシオンのレアル・ベティスと3年契約を結んで完全移籍した。ベティスでは攻撃的な左サイドバックとして起用されることが多く、2010-11シーズンには34試合に出場してプリメーラ・ディビシオン昇格に貢献した。

## 家族
イグナシオ・ペレスと同じく、父親もナチョというニックネームで呼ばれたサッカー選手であり、1976年から1984年にはCDマラガに在籍。プリメーラ・ディビシオンでは4シーズンで69試合に出場した。父親の兄弟のフアン・カルロスもCDマラガに在籍していた。イグナシオ・ペレスの兄弟のペリコはアトレティコ・マラゲーニョ（マラガのリザーブチーム）でプレーした経験がある。